# Суа-ан-Сетен
Суа́-ан-Сете́н (фр. Soye-en-Septaine) — коммуна во Франции, находится в регионе Центр. Департамент — Шер. Входит в состав кантона Леве. Округ коммуны — Бурж.
Код INSEE коммуны — 18254.

## География
Коммуна расположена приблизительно в 210 км к югу от Парижа, в 110 км юго-восточнее Орлеана, в 10 км к юго-востоку от Буржа.
По территории коммуны протекает небольшая река Орон.

## Население
Население коммуны на 2008 год составляло 556 человек.
| 1962 | 1968 | 1975 | 1982 | 1990 | 1999 | 2008 |
| ---- | ---- | ---- | ---- | ---- | ---- | ---- |
| 347  | 442  | 428  | 446  | 475  | 563  | 556  |

## Экономика

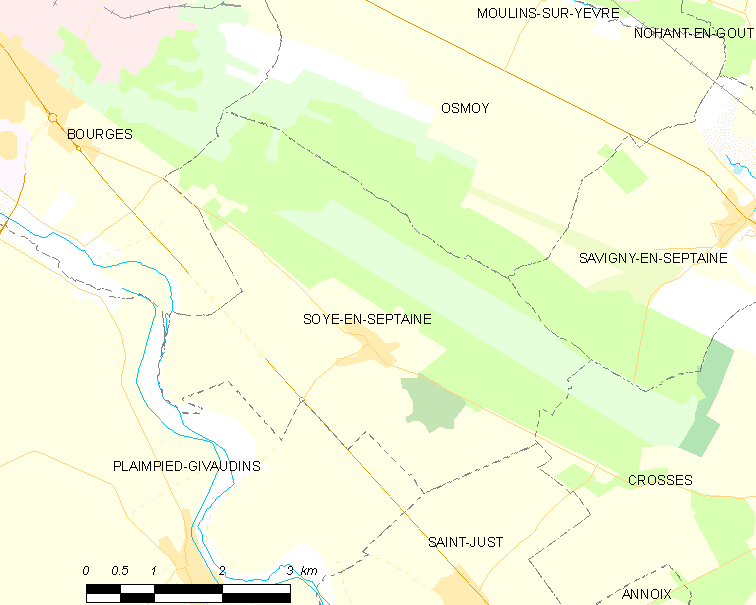
Карта коммуны

В 2007 году среди 372 человек в трудоспособном возрасте (15-64 лет) 290 были экономически активными, 82 — неактивными (показатель активности — 78,0 %, в 1999 году было 72,7 %). Из 290 активных работали 277 человек (148 мужчин и 129 женщин), безработных было 13 (3 мужчин и 10 женщин). Среди 82 неактивных 36 человек были учениками или студентами, 34 — пенсионерами, 12 были неактивными по другим причинам.

## Достопримечательности
- Церковь Сен-Парду (XII век). Исторический памятник с 1926 года[3]
  - Алтарь (XII век). Исторический памятник с 1971 года[4]